# Liste des vice-rois du Pérou

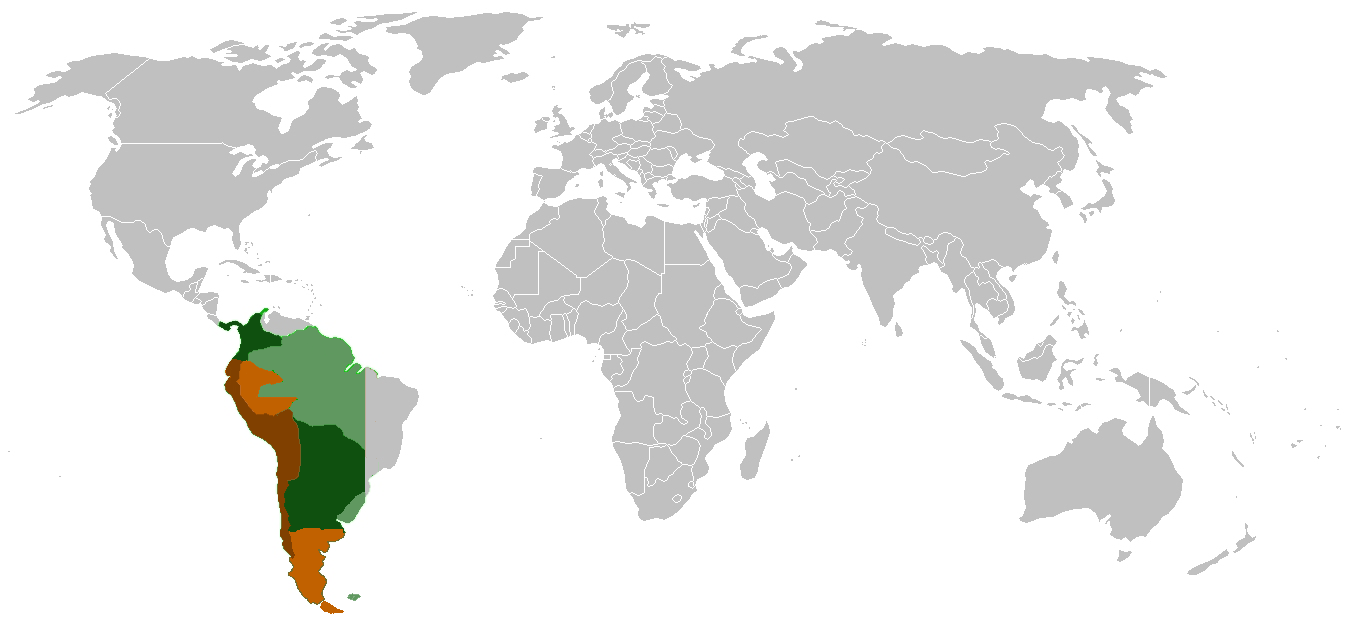
Territoires de la vice-royauté du Pérou

La vice-royauté du Pérou (en espagnol : Virreinato del Perú) a été créée en 1542, comme district administratif de l'Empire espagnol sous la Maison d'Autriche, et considérée comme un Royaume de la Couronne de Castille. La justification juridique de cette fission monarchique étant le renoncement du dernier prince inca, le Prince impérial Paullu Inca aux droits dynastiques quéchua à l'Empire Catholique de Charles Quint, devenant lui alors Roi du Pérou et successeur légitime des Incas de Cuzco. Elle comprenait à l'origine l'ensemble de l'Amérique du Sud sous domination espagnole (à l'exception du Venezuela), jusqu'à ce que sa taille ne contraigne à la subdiviser en plusieurs vice-royautés afin d'en faciliter la gouvernance, fruit des politiques modernistes des Bourbons. Le Royaume cessera officiellement en 1824 lorsque le dernier vice-roi, José de la Serna se rendra à Simón Bolívar après la bataille d'Ayacucho ; devenant celui-ci dictateur, la République est établie.

## Lesaudiencias
La vice-royauté du Pérou était subdivisée en audiencias, ou subdivisions administratives, chacune aux mains d'un gouverneur régional sous contrôle du vice-roi du Pérou. Il s'agissait de (date de création) :
- Panamá (1538)
- Lima (1543)
- Santa Fe de Bogotá (1548)
- La Plata de los Charcas (1559)
- Quito (1563)
- Chile (1563-1573 ; 1606)
- Buenos Aires (1661-1672 ; 1776)
- Caracas (1786)
- Cuzco (1787)

Lors de la création de la vice-royauté de Nouvelle-Grenade (maintenant Colombie, Équateur, Panama et Venezuela) en 1717, les audiencias de Panama, Santa Fe de Bogota, et Quito en furent détachées ; il fut fait de même  avec l'audiencia de Buenos, lors de l'établissement de la vice-royauté du Río de la Plata (maintenant Argentine, Bolivie, Paraguay et Uruguay) en 1776.

## XVIesiècle
| Image | Vice-roi                                            | Début du mandat | Fin du mandat |
| ----- | --------------------------------------------------- | --------------- | ------------- |
|       | Blasco Núñez Vela Premier vice-roi                  | 1544            | 1546          |
|       | Pedro de la Gasca                                   | 1546            | 1549          |
|       | Antonio de Mendoza                                  | 1550            | 1552          |
|       | Melchor Bravo de Saravia                            | 1552            | 1556          |
|       | Andres Hurtado de Mendoza Marquis de Cañete         | 1556            | 1561          |
|       | Diego Lopez de Zuñiga Comte de Nieva                | 1561            | 1564          |
|       | Juan de Saavedra                                    | 1564            | 1564          |
|       | Lope Garcia de Castro                               | 1564            | 1569          |
|       | Francisco de Toledo Comte d'Oropesa                 | 1569            | 1581          |
|       | Martín Enríquez de Almanza                          | 1581            | 1583          |
|       | Cristóbal Ramírez de Cartagena                      | 1584            | 1584          |
|       | Fernando Torres de Portugal y Mesía Comte d'Oropesa | 1584            | 1589          |
|       | García Hurtado de Mendoza Marquis de Cañete         | 1589            | 1596          |

## XVIIesiècle
| Image | Vice-roi                                                               | Début du mandat | Fin du mandat |
| ----- | ---------------------------------------------------------------------- | --------------- | ------------- |
|       | Luis de Velasco y Castilla Marquis de Salinas                          | 1596            | 1604          |
|       | Gaspar de Zúñiga y Acevedo Comte de Monterrey                          | 1604            | 1606          |
|       | Juan de Mendoza y Luna Marquis de Montesclaros                         | 1607            | 1615          |
|       | Francisco de Borja y Aragón Prince d'Esquilache                        | 1615            | 1621          |
|       | Juan Jiménez de Montalvo Président de l'Audiencia                      | 1621            | 1622          |
|       | Diego Fernández de Córdoba Marquis de Guadalcázar                      | 1622            | 1629          |
|       | Luis Jerónimo Fernández de Cabrera Comte de Chinchón                   | 1629            | 1639          |
|       | Pedro Alvarez de Toledo y Leiva Marquis de Mancera                     | 1639            | 1648          |
|       | García Sarmiento de Sotomayor 2e Comte de Salvatierra                  | 1648            | 1655          |
|       | Luis Enríquez de Guzmán Comte de Alba de Liste et marquis de Villaflor | 1655            | 1661          |
|       | Diego de Benavides y de la Cueva Comte de Santisteban del Puerto       | 1661            | 1666          |
|       | Bernardo de Iturriaza Président de l'Audiencia                         | 1666            | 1667          |
|       | Pedro Antonio Fernández de Castro Comte de Lemos                       | 1667            | 1672          |
|       | Bernardo de Iturriaza Président de l'Audiencia                         | 1672            | 1674          |
|       | Baltasar de la Cueva Enríquez Comte de Castellar                       | 1674            | 1678          |
|       | Melchor Liñán y Cisneros Archevêque de Lima                            | 1678            | 1681          |
|       | Melchor de Navarra y Rocafull Duc de La Palata                         | 1681            | 1689          |

## XVIIIesiècle
| Image | Vice-roi                                                           | Début du mandat | Fin du mandat |
| ----- | ------------------------------------------------------------------ | --------------- | ------------- |
|       | Melchor Portocarrero Lasso de Vega Comte de Monclova               | 1689            | 1705          |
|       | Miguel Núñez de Sanabria Président de l'Audiencia                  | 1705            | 1707          |
|       | Manuel de Oms y de Santa Pau Marquis de Castelldosrius             | 1707            | 1710          |
|       | Miguel Núñez de Sanabria Président de l'Audiencia                  | 1710            | 1710          |
|       | Diego Ladrón de Guevara                                            | 1710            | 1716          |
|       | Mateo de la Mata Ponce de León Président de l'Audiencia            | 1716            | 1716          |
|       | Carmine Nicolao Caracciolo Prince de Santo Buono                   | 1716            | 1720          |
|       | Diego Morcillo Rubio de Auñón                                      | 1720            | 1724          |
|       | José de Armendáriz Marquis de Castelfuerte                         | 1724            | 1736          |
|       | José Antonio de Mendoza Caamaño y Sotomayor Marquis de Villagarcía | 1736            | 1745          |
|       | José Antonio Manso de Velasco Comte de Superunda                   | 1745            | 1761          |
|       | Manuel de Amat y Junient                                           | 1761            | 1776          |
|       | Manuel Guirior                                                     | 1776            | 1780          |
|       | Agustín de Jáuregui y Aldecoa                                      | 1780            | 1784          |
|       | Teodoro de Croix                                                   | 1784            | 1790          |
|       | Francisco Gil de Taboada y Lemos                                   | 1790            | 1796          |

## XIXesiècle
| Image | Vice-roi                                             | Début du mandat | Fin du mandat |
| ----- | ---------------------------------------------------- | --------------- | ------------- |
|       | Ambrosio O'Higgins Marquis d'Osorno                  | 1796            | 1801          |
|       | Manuel Arredondo y Pelegrín Président de l'Audiencia | 1801            | 1801          |
|       | Gabriel de Avilés y del Fierro Marquis d'Avilés      | 1801            | 1806          |
|       | José Fernando de Abascal y Sousa                     | 1806            | 1816          |
|       | Joaquín de la Pezuela                                | 1816            | 1821          |
|       | José de la Serna                                     | 1821            | 1824          |